# Lycée international de Los Angeles
Pour les articles homonymes, voir Lila.
Le lycée international de Los Angeles (LILA, anglais : International School of Los Angeles) est un établissement d'enseignement fondé à Los Angeles en 1978 par un groupe de 10 personnes, d'origines et de cultures variées. Ces fondateurs voulaient préparer leurs enfants à la vie d'un monde de plus en plus international. C'est pourquoi l'éducation des élèves s'y effectue en français et en anglais. L'immersion dans la culture franco-américaine est complète. Il est homologué par le ministère français de l'Éducation nationale et a un partenariat avec la Mission laïque française.
Le système a son siège à Burbank, dans la vallée de San Fernando.

## Description
Le lycée offre le baccalauréat français, le baccalauréat international et le Highschool Diploma, et les élèves de troisième ont la possibilité de passer le brevet des collèges. Il est réputé pour son taux de réussite au baccalauréat de français (100 % de 2005 à 2017), avec 80 % de mention en 2017 et 90 % pour le bac international. De plus, il possède 100 % de réussite au brevet de 2005 à 2009.
Une élève de l'établissement a réalisé un film sur l'école en mai 2007. Le film a été sélectionné par le magazine Newsweek pour être diffusé sur son site Internet. Il a aussi été récompensé par le maire de Los Angeles Antonio Villaraigosa et Tom Labonge, conseiller municipal du 4e district de la ville lors d'une cérémonie à la mairie.
Le système a eu son siège dans le RMG Airport Business Center, Van Nuys, Vallée de San Fernando, Los Angeles,.

## Cadre
Un des quatre campus de l'école (Los Feliz) a été dessiné par l'architecte américain John Lautner (1911-1994) architecte très influent de Californie du Sud. Ce campus est situé en dessous du fameux Shakespeare Bridge, monument historique de Los Angeles construit en 1926.
Le campus est situé au-dessus des studios de l'American Broadcasting Company (ABC), à l'est d'Hollywood.
Le cadre du campus est historiquement riche et ponctué de rencontres de stars (The Shield, Grey's anatomy...).